# Jean Michel (homme politique)
Pour les articles homonymes, voir Jean Michel et Michel.
Jean Michel est un homme politique français socialiste, né le 28 janvier 1949 à Lapeyrouse (Puy-de-Dôme) et mort le 18 mars 2025 à Échassières (Allier).

## Carrière
Jusqu'en avril 2018, il est PDG de la SEMERAP (Société publique locale), opérateur de gestion de l'eau et de l'assainissement auprès de 155 communes du département du Puy-de-Dôme. Après trois mois de conflits internes, il est révoqué par son conseil d'administration de ses mandats de président et de directeur-général le 19 avril 2018. Il est remplacé par Maurice Deschamps, maire de la commune de Chauriat.
Il est député de la sixième circonscription du Puy-de-Dôme de juin 1997 à juin 2012. Il fait partie du groupe socialiste. En tant que député, il est vice-président de la commission de la défense nationale et des forces armées.
Sa suppléante est Évelyne Ribes-Gendre, avocate de profession, conseillère municipale de Riom.
Il est le seul député du groupe socialiste (PS), avec Jack Lang, à voter, le 17 septembre 2009, la loi HADOPI2 présentée par le ministre Frédéric Mitterrand, du gouvernement UMP, sous la présidence de Nicolas Sarkozy.
En 2009, la 6e circonscription est supprimée lors d'un redécoupage électoral. Le territoire de l'ancienne 6e circonscription correspond à celui de la nouvelle 2e circonscription. Lors des élections législatives de 2012, c'est Christine Pirès-Beaune (PS) qui obtient l'investiture et qui est élue sur le territoire de la nouvelle circonscription.

## Profession
Il est avocat dans la SCP Michel-Arsac Avocats à Clermont-Ferrand depuis 1978. Il est spécialisé en droit public.

## Synthèse des mandats
- 20 mars 1977 -  mai 2020 : Maire de Lapeyrouse (Puy-de-Dôme)
- 16 mars 1986 - 22 mars 1992 : Membre du Conseil régional d'Auvergne (vice-président de 1985 à 1986)
- 2 avril 1989 - 29 mars 1992 : Membre du Conseil général du Puy-de-Dôme
- 1er juin 1997 - 19 juin 2012 : Député